# Марсіанська трилогія
«Марсіанська трилогія» (англ. «Mars trilogy») — серія науково-фантастичних романів американського письменника-фантаста Кіма Стенлі Робінсона, які розповідають про заселення та тераформування планети Марс через особисті та детальні точки зору різноманітних персонажів протягом майже двох століть. Зрештою, ця історія більше утопічна, ніж антиутопічна, зосереджена на егалітарних, соціологічних і наукових досягненнях, досягнутих на Марсі, тоді як Земля страждає від перенаселення та екологічної катастрофи.
До складу серії входить три основних романи: «Червоний Марс» (1992), «Зелений Марс» (1993), «Блакитний Марс» (1996) та збірки оповідань «Марсіани». Романи деталізовано описують зміни, що переживає Марс у процесі людської колонізації. «Марсіани» — це збірка оповідань, дія яких розгортається протягом оригінальної трилогії романів, а також деяких історій, дія яких розгортається в альтернативній версії романів, де першою сотнею місією було дослідження, а не колонізація. В оповіданнях є кілька натяків на подальшу долю програми тераформування Марса.
«Icehenge» (1984), перший роман Робінсона про Марс, не відбувається у цьому всесвіті, але стосується схожих тем і елементів сюжету. Трилогія має певну схожість із недавнім романом Робінсона «2312» (2012); наприклад, тераформування Марса та надзвичайне довголіття героїв обох романів.
«Червоний Марс» отримав премію BSFA у 1992 році та премію «Неб'юла» за найкращий роман у 1993 році. «Зелений Марс» отримав премію «Г'юго» за найкращий роман і премію «Локус» за найкращий науково-фантастичний роман у 1994 році. Блакитний Марс також отримав нагороди Г'юго та Локус у 1997 році.

## Сюжет
Романи Кіма Стенлі Робінсона про Марс розповідають про колонізацію Червоної планети з точки зору десятків персонажів протягом століття.

### Червоний Марс— Колонізація
«Червоний Марс» розпочнеться у 2026 році з першої колоніальної подорожі на Марс на борту «Ареса», найбільшого міжпланетного космічного корабля, який коли-небудь був створений і домом для команди, яка стане першою сотнею марсіанських колоністів. Корабель був побудований із згрупованих зовнішніх паливних баків космічного човника, які замість того, щоб повертатися в атмосферу Землі, були виведені на орбіту, поки не було накопичено достатньо для побудови корабля. Ця місія є спільним американсько-російським заходом, і сімдесят із першої сотні набрані з цих країн (за винятком, наприклад, Мішеля Дюваля, французького психолога, якому доручено спостерігати за їхньою поведінкою).
Так, культурно та ідеологічно різноманітна група вчених — «Перша сотня» — у 2026 році висаджується й починає тераформування Марса. За ними йдуть сотні тисяч інших. У книзі детально розповідається про подорож, будівництво російською інженеркою Надією Чернешевською першого поселення на Марсі (згодом названого Підгіркою), а також заснування колоній на видовбаному астероїді-місяці Марса Фобосі, стосунки між колоністами, що постійно змінюються, дебати. серед колоністів щодо тераформування планети та її майбутніх відносин із Землею. Дві крайні погляди на тераформування уособлює Саксіфраґ «Сакс» Рассел, який вважає, що сама їхня присутність на планеті означає, що певний рівень тераформування вже почався, і що обов'язок людства — поширювати життя, оскільки це найдефіцитніша річ у відомих. Всесвіту та Енн Клейборн, яка відстоює позицію, що людство не має права змінювати цілі планети за власним бажанням.
Погляд Рассела спочатку був суто науковим, але з часом він змішався з поглядами Хіроко Ай, керівниці сільськогосподарської групи, яка створила нову систему вірувань («Ареофанія»), присвячену цінуванню та розвитку життя («viriditas»); ці погляди спільно відомі як «зелена» позиція, тоді як натуралістська позиція Клейборна стає відомою як «червона». Фактичне рішення залишається за Організацією Об'єднаних Націй у справах Марса (UNOMA), яка дає зелене світло на тераформування, і розпочинається серія дій, включаючи буріння «ямок» для вивільнення підповерхневого тепла; згущення атмосфери відповідно до складної біохімічної формули, яка на честь Сакса Рассела стала відомою як «коктейль Рассела»; і детонація ядерних вибухів глибоко в підповерхневій вічній мерзлоті з викидом води. Робляться додаткові кроки для більш тісного з'єднання Марса з Землею, включаючи введення ареосинхронного астероїда «Кларк», до якого прив'язаний трос космічного ліфта.
На тлі цього розвитку відбувається інша дискусія, головним ініціатором якої є Аркадій Богданов з російського контингенту (ймовірно, названий на честь російського ерудита та письменника-фантаста Олександра Богданова — пізніше в «Блакитному Марсі» виявлено, що Олександр Богданов є предком Аркадія). Богданов стверджує, що Марс не повинен підкорятися земним традиціям, обмеженням або владі. На цій посаді до нього певною мірою приєднується Джон Бун, відомий як «Перша людина на Марсі» з попередньої експедиції та суперник Френка Чалмерса, технічного лідера американського контингенту. Їхнє суперництво ще більше посилюється конкуруючим романтичним інтересом до Майї Катарини Тойтовни, лідерки російського контингенту (на початку книги Чалмерс спонукає до послідовності подій, які призвели до вбивства Буна; більша частина подальшого є ретроспективним розглядом того, що призвело до цього моменту).
Земля, з якої втікають його багатонаціональні колоністи, цілком може бути тією самою глобалізованою Землею, яку описує кіберпанк: ресурси виснажуються, населення та рівень океану зростає. Земля все більше потрапляє під контроль транснаціональних корпорацій (транснаціоналів), які починають домінувати над її урядами, особливо невеликих держав, прийнятих як «зручні прапори» для поширення свого впливу на марсіанські справи. Оскільки влада UNOMA розмивається, угода про Марс переглядається під керівництвом Френка Чалмерса; результат вражаючий, але виявляється недовговічним, оскільки транснаціоналісти знаходять способи обійти його через лазівки. Ситуація погіршується, коли народи Землі починають сваритися через обмежені ресурси, зростання боргів і зростання населення, а також через обмеження доступу до нового методу довголіття, розробленого марсіанськими вченими — такого, який обіцяє тривалість життя на сотні років. У 2061 році, коли Бун загинув, а імміграція, що вибухнула, загрожувала структурі марсіанського суспільства, Богданов починає революцію проти того, що багато хто зараз вважає окупаційними транснаціональними військами, які діють лише на підставі схвалення UNOMA. Спочатку успішна, але революція виявилася нездійсненною як через більшу, ніж очікувалося, готовність земних військ застосувати насильство, так і через надзвичайну вразливість життя на планеті без придатної для життя атмосфери. Серія обмінів свідчить про перекриття космічного ліфта, бомбардування кількох марсіанських міст (включно з містом, де сам Богданов організовує повстання; його вбивають), знищення Фобоса та його військового комплексу та розв'язування великої повені проливних підземних вод, звільнених ядерними вибухами.
Наприкінці більшість із першої сотні мертві, і практично всі, хто залишився, втекли до прихованого притулку, створеного роками раніше Ай та її послідовниками (один виняток — Філліс Бойл, яка об'єдналася з транснаціоналами; вона на Кларку, коли кабель космічного ліфта перерізають і відправляють з орбіти в невідому долю до кінця книги). Революція зазнає поразки, а життя триває далі. Марс повертається до відчуття стабільності під сильним транснатальним контролем. Зіткнення за ресурси на Землі переростає у повномасштабну світову війну, в результаті якої загинули сотні мільйонів людей, але досягнуто домовленостей про припинення вогню, коли транснаціоналісти тікають у безпеку розвинутих країн, які використовують свої величезні війська для відновлення порядку, формуючи поліцейські держави. Але нове покоління людей, народжених на Марсі, обіцяє зміни. Тим часом решта першої сотні — включаючи Рассела, Клейборна, Тойтовну та Чернешевського — оживають у притулку Хіроко Ай під назвою Зигота, схованому під південним полюсом Марса.

### Зелений Марс— Тераформування
«Зелений Марс» отримав свою назву від стадії тераформування, яка дозволила рослинам рости. Історія починається через 50 років після подій на «Червоному Марсі» на початку ХХІІ століття, прослідковуючи життя першої сотні, що залишилася, та їхніх дітей і онуків. Танення льоду спричиняє руйнування верхівки куполу бази Хіроко Ай під південним полюсом, змушуючи тих, хто вижив, втекти до (менш буквальної) підземної організації, відомої як Півсвіт. Серед розширеної групи є діти першої сотні, Нісеї, деякі з яких живуть на другій секретній базі Хіроко, Гаметі.
Оскільки заворушення в багатонаціональному контролі над справами Марса зростають, різні групи починають формуватися з різними цілями та методами. Спостерігаючи за еволюцією цих груп із Землі, генеральний директор корпорації Praxis посилає представника, Артура Рендолфа, щоб організувати рух опору. Це завершується угодою Dorsa Brevia, в якій беруть участь майже всі підпільні фракції. Готуються до другої революції, починаючи з 2120-х років, починаючи від перетворення мохолів на ракетні шахти чи приховані бази, саботуючи орбітальні дзеркала, виводячи Деймоса з гравітаційного колодязя Марса в глибокий космос, щоб його ніколи не можна було використовувати як збройову платформу як Фобос.
У книзі розповідається про персонажів через марсіанський ландшафт, який детально пояснюється. Персонаж Рассела проникає в транснаціональний проект тераформування з ретельно створеною фальшивою ідентичністю Стівена Ліндхольма. Марсіанська біосфера, що нещодавно еволюціонує, описана дуже докладно та з більш глибокими змінами, головним чином спрямованими на нагрівання поверхні Марса до межі, щоб зробити її придатною для життя, починаючи з орбітальних дзеркал розміром з континент, ще одного побудованого космічного ліфта (з використанням іншого закріпленого астероїда, який під назвою «Новий Кларк»), щоб розтопити північну полярну крижану шапку та викопати ями, достатньо глибокі для утворення вулканів. Основою роману є детальний аналіз філософського, політичного, особистого, економічного та геологічного досвіду героїв. Історія переплітається від персонажа до персонажа, надаючи картину Марса, яким вони бачать.
Сакс, під псевдонімом Стівен, зрештою вступає в романтичні стосунки з Філліс, яка пережила події 2061 року з кінця першого роману, але вона дізнається його справжню особу та заарештовує його. Члени підпілля починають сміливий порятунок із в'язниці, де Сакса зазнають тортур і допитів, що спричиняє інсульт; під час порятунку Майя вбиває Філліс.
Книга закінчується великою подією, якою є раптове катастрофічне підвищення рівня світового океану на Землі, спричинене не будь-яким парниковим ефектом, а виверженням ланцюга вулканів під льодом Західної Антарктиди, дезінтеграція крижаного покриву та переміщення фрагментів на океан. Повінь, що виникла в результаті, спричиняє глобальний хаос на Землі, створюючи ідеальний момент для марсіанського підпілля, щоб захопити контроль над марсіанським суспільством із Землі. Після серії майже безкровних державних переворотів екстремістське угруповання червоних бомбить дамбу поблизу Берроуза, головного міста, де зосередилися залишки сил ООН, щоб змусити сили безпеки евакуюватися. Усе місто затоплене, і населення міста має пройти приголомшливо довгу відстань у відкритій марсіанській атмосфері (яка ледь має температуру, атмосферний тиск і газову суміш, щоб підтримувати людське життя) до Лівійської станції, щоб переселитися. в інших місцях. Завдяки цьому контроль над Марсом нарешті вирвано з Землі з мінімальними втратами людей, залишаючи втомлених тих, хто вижив, сподіватися на перспективи нової політичної автономії.

### Блакитний Марс— Довгострокові результати
Свою назву «Блакитний Марс» отримав від стадії тераформування, яка дозволила підвищити атмосферний тиск і температуру, щоб рідка вода могла існувати на поверхні планети, утворюючи річки та моря. Вона нагадує кінець «Зеленого Марса» і має набагато ширший обсяг, ніж попередні дві книги, охоплюючи ціле століття після другої революції. Оскільки Земля сильно затоплена внаслідок раптового танення антарктичної крижаної шапки, колись могутні метанати поставлені на коліна; оскільки корпорація Praxis прокладає новий шлях «демократичного бізнесу». Марс стає «Головою» системи, надаючи загальне охорону здоров'я, безкоштовну освіту та достаток їжі. Однак це викликає нелегальну імміграцію з Землі, тому, щоб зменшити напругу населення на Блакитній планеті, марсіанським вченим та інженерам незабаром доводиться створювати міста-астероїди; де малі планетоїди Поясу видовбані, обертаються для створення сили тяжіння, а міні-сонце створюється для виробництва світла й тепла.
Зі значним розвитком науки, технологій і виробництва космічних апаратів починається «Accelerando»; де людство поширює свою цивілізацію по всій Сонячній системі та зрештою за її межі. У той час як Венера, супутники Юпітера, супутники Сатурна і, зрештою, Тритон колонізуються і певним чином тераформуються, Джекі Бун (онука Джона Буна, першої людини, яка ступила на Марс з першої книги) бере міжзоряний корабель (розроблений астероїда) до іншої зоряної системи за двадцять світлових років від нас, де вони почнуть тераформувати знайдені там планети та супутники.
Решта першої сотні зазвичай вважаються живими легендами. Повідомлень про те, що Хіроко вижила, є численні, і нібито її спостереження відбуваються по всій колонізованій Сонячній системі, але жодна з них не підтверджена. Надя та Арт Рендольф очолюють конституційний конгрес, на якому встановлюється глобальна система правління, яка залишає більшість міст і поселень загалом автономними, але підпорядкованими центральному представницькому законодавчому органу та двом системам судів, одній юридичній та іншій екологічній. Екологічний суд переповнений членами червоної фракції як поступка (в обмін на їхню підтримку в Конгресі, оскільки більша частина їхньої влади була зламана, коли вони спробували та не зуміли насильницько вигнати залишки сил ООН на початку другої революції Зеленого Марса; але вони все ще зберігали достатньо влади, щоб завадити конституційним переговорам). Влад, Марина та Урсула, оригінальні винахідники лікування довголіття, запроваджують нову економічну систему, яка є гібридом капіталізму, соціалізму та захисту навколишнього середовища. Під час подорожі на Землю, що відбувається разом із конгресом, Ніргал (один із перших дітей першої сотні, які народилися на Марсі, і щось на зразок марсіанської знаменитості), Майя та Сакс домовляються про угоду, яка дозволяє Землі відправити кількість мігрантів дорівнює 10 % населення Марса щороку. Після прийняття нової конституції Надя обирається першим президентом Марса і служить грамотно, хоча не захоплюється політикою. Вони з Артом тісно співпрацюють, і зрештою закохуються й народжують дитину.
Сакс Рассел присвячує себе різноманітним науковим проектам, весь час продовжуючи оговтуватися від наслідків інсульту. Після другої революції він відчуває величезну провину за те, що його позиція на підтримку терраформування стала домінуючою за рахунок цілей позиції Анн проти терраформування, оскільки Сакса та Енн стали вважати справжніми поборниками своїх відповідних позицій. Сакс стає все більше зайнятий пошуками вибачення та схвалення від Енн, тоді як Енн, пригнічена та гірка через численні політичні та особисті втрати, налаштована на самогубство та відмовляється приймати будь-які подальші лікування довголіття. Однак, коли Сакс стає свідком того, що Енн впадає в кому під час спроби продемонструвати їй красу тераформованого світу, він організовує її реанімацію та лікування довголіттям, проти її волі.
Самі процедури довголіття починають виявляти слабкі сторони, коли люди, які їх отримують, досягають двостолітнього віку. Лікування зменшує більшість процесів старіння до незначної швидкості, але є набагато менш ефективним, коли справа доходить до функції мозку, і зокрема пам'яті. Майя, зокрема, страждає від надзвичайних провалів у пам'яті, хоча більшість часу вона залишається працездатною. Крім того, з віком люди починають виявляти сприйнятливість до дивних, фатальних станів, які не мають очевидного пояснення та стійкі до будь-якого лікування. Найпоширенішим є подія, яку називають «швидким занепадом», коли людина в дуже похилому віці та з видимо добрим здоров'ям страждає від раптової смертельної серцевої аритмії та раптово помирає. Точний механізм ніколи не пояснюється. Мішель помирає від швидкого занепаду, відвідуючи поминки іншого члена першої сотні. Рассел припускає, що швидкий занепад Мішеля був викликаний шоком від того, що Майя не згадала Френка Чалмерса (який був убитий, рятуючись від сил безпеки під час першої революції), коли подивилася на його дорогу фотографію на своєму холодильнику. У результаті цього та власних проблем із пам'яттю Рассела він організовує групу вчених для розробки ліків, які відновлять пам'ять. Решта членів першої сотні, яких лише 12, збираються в Андерхілл і приймають ліки. Це працює настільки добре, що Рассел пам'ятає своє власне народження. Нарешті вони з Енн Клейборн пригадують, що були закохані до того, як покинули Землю в перший раз, але обидва були надто соціально невмілими та нервували щодо своїх шансів бути обраними для подорожі на Марс, щоб відкрити це одне одному. Їхня знаменита суперечка щодо тераформування була просто продовженням поточної розмови, яку вони вели з тих пір, як вони ще жили на Землі. За допомогою лікування пам'яті також виявлено, що Філліс лобіювала, щоб звільнити Сакса від його мучителів, коли її вбила Майя. Сама Майя від лікування відмовляється. Сакс також чітко згадує, як Хіроко допомагала йому знайти його марсохід під час шторму, перш ніж він ледь не замерз до смерті, перш ніж знову зникнути, і переконаний, що вона залишилася жива, хоча питання про те, чи вона насправді жива, ніколи не вирішується.
Зрештою, антиміграційні фракції марсіанського уряду провокують масову нелегальну імміграцію з Землі, ризикуючи новою війною; однак під керівництвом Енн і Сакса, які знову закохалися після їхнього примирення, разом із Майєю марсіанське населення об'єднується, щоб відновити уряд, щоб прийняти більше іммігрантів із Землі, розрядивши неминучий конфлікт і відкривши новий золотий вік гармонії та безпеки на Марсі.

### Марсіани- оповідання
«Марсіани» — це збірка оповідань, дія яких розгортається протягом оригінальної трилогії романів, а також деяких історій, дія яких розгортається в альтернативній версії романів, де першою сотнею місією було дослідження, а не колонізація. В оповіданнях є кілька натяків на подальшу долю програми тераформування Марса.
- «Мішель в Антарктиді»
- «Дослідження Fossil Canyon» (спочатку опубліковано у Universe 12, 1982)
- «Змова Архея»
- «Як земля говорила з нами»
- «Майя і Дезмонд»
- «Чотири телеологічні стежки»
- «Койот створює проблеми»
- «Мішель в Провансі»
- «Зелений Марс» (спочатку опублікований у «Азімовз сайнс фікшн» 1985 року)
- «Відкриття життя» (також у Vinland the Dream)
- «Артур Штернбах приносить кривошип на Марс» (згодом антологізовано)
- «Сіль і свіжість»
- «Конституція Марса»
- «Деякі робочі примітки та коментарі до Конституції Шарлотти Дорси Бревії»
- «Джекі на Зо»
- «Зберігаючи вогонь»
- «Врятувати дамбу Ноктіса»
- «Великий закоханий чоловік»
- «Аргумент на користь впровадження всіх безпечних технологій тераформування»
- «Вибрані тези з Журналу ареологічних досліджень»
- «Одеса»
- «Статевий диморфізм» (Спочатку в: «Азімовз сайнс фікшн», червень 1999 р. і згодом увійшов у антологію, включно з Hartwell, David G., ред. (2000). Year's Best SF 5. Harper Collins. ISBN 0-06-102054-0.). Найкраща фантастика року 5 . Харпер Коллінз. ISBN 0-06-102054-0 . ;Cramer, Kathryn; Hartwell, David G., ред. (2002). The Hard SF Renaissance. Tom Doherty Associates. ISBN 0-312-87635-1. (2002). Відродження жорсткої фантастики . Tom Doherty Associates. ISBN 0-312-87635-1 . ; іAldiss, Brian, ред. (2007). A Science Fiction Omnibus. Penguin UK. ISBN 978-0-14-118892-8. (2007). Омнібус наукової фантастики . Пінгвін Великобританія. ISBN 978-0-14-118892-8 . Номінація на премію Джеймса Тіптрі-молодшого, яка вшановує наукову фантастику, що змінює ґендер .)
- «Досить, як свято» (заголовна фраза часто зустрічається в серії «Наука в столиці»)
- «Що важливо»
- «Койот пам'ятає»
- «Саксофонні моменти»
- «Марсіанський роман» (спочатку опублікований у «Азімовз сайнс фікшн», жовтень — листопад 1999 року, згодом увійшов у антологію)
- «Якби Ван Вей жив на Марсі та інші вірші» включно з «Назви каналів», «Саундтрек»
- «Фіолетовий Марс»

## Основні теми

### Соціально-економічна проблематика
Твори Робінсона часто досліджують альтернативи сучасному капіталізму. У «Марсіанській трилогії» стверджується, що капіталізм є породженням феодалізму, а в майбутньому може бути замінений більш демократичною економічною системою.
Симпатії Робінсона соціалістичним ідеям проявляються, зокрема, у тому, що його Марсіанська конституція спирається на соціал-демократичні ідеали, підкреслюючи ідеал участі громади в політичному та економічному житті, а власність робітників і кооперативи, що є заміною традиційним корпораціям, займають важливе місце в «Зеленому Марсі» та «Блакитному Марсі». Через це Робінсона характеризують як «одного з найпопулярніших і найбільш далекоглядних лівих романістів Америки», а його книги про Марс вважають "ймовірно, найуспішнішою спробою охопити масову аудиторію антикапіталістичним утопічним баченням після роману «Знедолені» Урсули К. Ле Гуїн 1974 року.

### Корпорації
Транснаціональні корпорації, на прізвисько «transnats», є надзвичайно потужними транснаціональними корпораціями, які вперше з'явилися в середині ХХІ століття. Робінсон відстежує еволюцію транснатів у те, що він називає «метанати» (метанаціональні). Ці багатонаціональні корпорації настільки зросли в результаті глобалізації, що вони мають достатню економічну владу, щоб перехопити або сильно маніпулювати національними урядами, спочатку лише відносно невеликими урядами країн третього світу, але пізніше також більшими розвиненими урядами, які фактично керують цілими країнами. У майбутній історії Робінсона метанаціональні корпорації в деяких аспектах стають схожими на національні держави, водночас постійно намагаючись заволодіти конкурентами, щоб стати єдиним контролером міжпланетного ринку. Коли в середині ХХІІІ століття трилогія про Марс наближається до завершення, глобальна катастрофа змушує метанаціональні корпорації надати своїм працівникам більше демократичних повноважень.
Хоча згадується багато транснаціональних і метанаціональних корпорацій, дві відіграють активну роль у розвитку сюжетної лінії: Praxis, в основному доброзичлива і відносно демократична фірма, і Subarashī, яка відіграє значну роль у жорстокому поводженні з жителями Марса.

### Героїзація вчених
«Марсіанська трилогія» значною мірою спирається на ідею, що вчені впливають на громадську думку та повинні сприяти відповідальному використанню наукових відкриттів. Замість того, щоб бути авантюристами чи героями бойовиків, вчені Робінсона стають критично важливими завдяки дослідницьким відкриттям, спілкуванню та співпраці з іншими вченими, політичній діяльності тощо. Вони часто виявляються найкращими людьми, які керують державною політикою щодо важливих екологічних і технологічних питань, про які політики часто не знають. Через це Роберт Марклі стверджував, що Робінсон «розглядає науку як модель для утопічної політики».

### Екоекономіка
У трилогії про Марс Робінсон виклав свою робочу теорію взаємозв'язку між екологією та економікою, яку він називає екоекономікою. Це система, де ефективність дорівнює кількості витрачених калорій, поділеній на кількість прийнятих калорій, а ціни визначаються калорійністю об'єкта або послуги. Кожен заробляє собі на життя, виходячи з розрахунку свого реального внеску в екологію людини. Цей розрахунок також вимірює вплив людини на навколишнє середовище. На «Марсі» Робінзона ХХІІ століття робота — це гра. Економічна діяльність організована у величезних робочих кооперативах, які регулюються спеціальними екологічними судами, системі, яка не здатна породжувати хижаків, які беруть із системи більше, ніж вкладають.

### Генна інженерія
Генна інженерія (ГІ) вперше згадується в «Червоному Марсі», коли Сакс створює водорості, щоб витримати сувору марсіанську температуру та перетворити його атмосферу на повітря, придатне для дихання. Згодом це відбувається у великих масштабах, створюються тисячі типів генетично модифікованих водоростей, лишайників і бактерій, щоб тераформувати планету. У «Зеленому Марсі» почали створювати генетично модифікованих тварин, які витримують тонку марсіанську атмосферу та створюють працюючу планетарну біосферу. У «Блакитному Марсі», ГІ зазвичай охоче застосовують на людях, щоб допомогти їм краще адаптуватися до нових світів; дихати розрідженим повітрям (наприклад, Рассел) або краще бачити в тьмяному світлі зовнішніх планет.

### Інші теми
У книгах також йдеться про колонізацію інших планет і супутників у Сонячній системі та містяться описи поселень або тераформування на Каллісто, Меркурії, Титанії, Міранді та Венері. Ближче до кінця останнього роману люди відправляються на кораблях субсвітлових колоній до інших зірок, користуючись перевагами лікування довголіття, щоб вижити під час подорожі до місця призначення.
Значна частина «Блакитного Марса» присвячена наслідкам надзвичайної довголіття для його героїв, більшість із яких прожили понад двісті років у результаті повторних процедур довголіття. Зокрема, Робінсон міркує про психологічні наслідки наддовголіття, включаючи втрату пам'яті, зміну особистості, психічну нестабільність та екзистенціальну нудьгу.

## Персонажі

### Перша сотня
Перші колоністи з «Ареса», які заснували постійну колонію. Багато з них згодом стають лідерами або взірцевими фігурами в перетворенні Марса або його нового суспільства. «Перша сотня» насправді складалася зі 101, причому на борт «Ареса» Хіроко контрабандою переправила Койота.

### Джон Бун
Американський астронавт, який першою людиною ступив на Марс у 2020 році. Він повертає громадського героя та використовує свій значний вплив, щоб лобіювати другу місію, цього разу колонізаційну. Під час своєї першої подорожі на Марс Бун отримав велику кількість радіації, що згідно з медичними правилами перевищує рекомендовану дозу. Однак його статус знаменитості дозволяє йому обійти це. Під час другої подорожі Бун є одним із «першої сотні» колоністів, посланих назавжди колонізувати Марс. Його досягнення та природна чарівність дають йому неофіційну лідерську роль. У першому розділі «Червоного Марса» Джона Буна вбивають у змові, підбурюваній Френком Чалмерсом. Потім розповідь повертається до подорожі першої сотні на Марс на борту космічного корабля «Арес». Його ідеї продовжують служити точкою відліку для решти трилогії. Зображення характеру Буна складне. З одного боку, Бун є стереотипно простою, героїчною фігурою, героєм звичайної людини: його перші слова під час його першої подорожі на Марс: «Ну, ось і ми». Він майже однаково веселий і добродушний, і підходить до всього, за що береться, з великою доброзичливістю. Але пізніше в «Червоному Марсі» Робінсон переходить на точку зору Буна, і саме в цьому розділі з’ясовується, що наприкінці життя Бун пристрастився до омегендорфу, вигаданого препарату, який базується на ендорфінах у людському мозку. Крім того, це показує, що принаймні частина його удаваної простоти може бути просто вчинком, спрямованим на досягнення його політичних цілей. Загалом, Бун представлений як більший за життя.

### Френк Чалмерс
Голова американського контингенту, він макіавелліст у своєму використанні влади. Однак пізніше було показано, що його цинізм є формою самозахисту; Чалмерсом принаймні частково керує прихована ідеалістична сторона. На початку подорожі на Марс він вступає в сексуальні стосунки з Майєю Тойтовною, лідеркою російського контингенту місії. У другій половині подорожі Тойтовна вступає в стосунки з Буном. Вже засмучений тим, що Бун став першим, хто пішов на Марс замість нього, оскільки вони обидва були кандидатами на місію, і що йому дозволили приєднатися до колонізаційної подорожі, незважаючи на його маніпуляції, Чалмерс ще більше зневажає Буна через прихильність Тойтовни. Кульмінацією його неприязні стає його участь у змові з метою вбивства Буна, яка зрештою вдається і дозволяє йому взяти на себе ведення основних справ на Марсі. Це зрештою стає його загибеллю, оскільки його безжальне управління та агресивна дипломатична робота обернулися проти нього під час революції 2061 року. В останніх розділах «Червоного Марса» Чалмерс тікає з Тойтовною та іншими членами першої сотні, щоб приєднатися до прихованих колоністів біля полярної крижаної шапки, але гине по дорозі, коли його застали біля їхнього транспортного засобу під час розливу водоносного горизонту у Валлес-Марінеріс.

### Майя Тойтовна
Емоційна жінка, яка перебуває в центрі любовного трикутника між Буном і Чалмерсом, вона починає з посади голови російського контингенту. Романи натякають на те, що вона використовувала дотепність і спокусу, щоб піднятися по службових сходах російського космічного агентства і стати лідером першої колонізаційної місії. Після першої революції вона разом з іншими членами першої сотні тікає до прихованої колонії на стовпі. Вона стає шкільною вчителькою дітей прихованих колоністів, але згодом стає потужною політичною силою. Після смерті Чалмерса і Буна вона закохується в Мішеля Дюваля. Вона сильно страждає від біполярного розладу та психологічних розладів, пов'язаних із пам'яттю, з віком, які часто змушують її ізолюватися від інших і іноді перетворюються на насильство. Протягом романів Майя бере активну політичну роль, допомагаючи утримати першу сотню, що вижила, під час невдалої революції 2061 року та керуючи успішними революціями, які відбуваються через десятиліття, незважаючи на її психологічні проблеми.

### Надєжда «Надія» Чернишевська
Російська інженерка, яка почала будувати ядерні реактори в Сибіру, під час подорожі та початкового дослідження Марса, вона робить усе можливе, щоб уникнути сварок інших членів першої сотні. Замість цього вона займається будівництвом першого постійного місця проживання на Марсі, Андергілл, використовуючи запрограмованих автоматизованих роботів. Вона також допомагає побудувати нове та більше середовище існування та дослідницьку установу в сусідньому каньйоні. У наступних книгах вона неохоче стає політикинею. Чернишевська закохана у Богданова і спустошена, коли його вбивають під час нападу антиреволюційних сил, пов'язаних з UNOMA, транснаціональними компаніями та Філліс Бойл під час першої марсіанської революції. У відплату за вбивство Богданова вона активує його приховану систему зброї, вбудовану у Фобос, яка змушує весь Місяць (ЮНОМА/транснаціональну військову базу) сповільнюватися на орбіті та руйнівно аерогальмувати в атмосфері Марса, повністю знищуючи його. У «Блакитному Марсі» вона закохується в Арта Рендолфа, з яким згодом створює сім'ю. Після незалежності Марса вона неохоче стає першою президенткою Марса.

### Аркадій Богданов
Інженер-механік з анархістськими нахилами, імовірно заснований на російському махізмі Олександра Богданова (предку персонажа) та Аркадія Стругацького. Багато інших членів першої сотні, зокрема Бойль, вважають його порушником спокою. Він очолює команду, яка встановлює форпост на місяці Фобос, і очолює повстання проти транснаціональної корпорації наприкінці першого роману. Подібно до Буна (з яким він був добрим другом), його політичні ідеї (пізніше відомі як богданівство) сильно тяжіють над персонажами пізнішої серії. Закоханий у Надію Чернишевську, він гине під час першої марсіанської революції 2061 року.

### Саксфрадж «Сакс» Рассел
Американський фізик, він є блискучим і творчим вченим, і його дуже поважають за його інтелектуальні здібності. Однак він соціально незграбний і йому часто важко розуміти інших людей і спілкуватися з ними. Рассел є лідером руху Зелених, метою якого є тераформування Марса. Під час «Зеленого Марса» у Сакса стався інсульт, коли його катували урядові сили безпеки та його колега з першої сотні Філліс Бойл (хоча пізніше з'ясувалося, що вона фактично виступала проти тортур Сакса). Згодом він страждає від експресивної афазії, йому доводиться заново вчитися говорити та стає менш передбачуваним у своїх діях. Спочатку аполітична подія та зростаюча прихильність до самого Марса призвели до того, що Рассел став фізичним архітектором другої революції. Після того, як проблеми з пам'яттю стають очевидними у багатьох з першої сотні, що залишилася, включаючи Сакса, він починає роботу над амбітним проектом, щоб зібрати першу сотню, що залишилася, і спробувати експериментальне лікування, яке він допоміг розробити. Саме після цього Сакс розуміє, що його наполегливі спроби догодити Енн насправді викликані тим, що він також таємно закоханий в Енн Клейборн, яка спочатку терпіти його не могла, але після десятиліть на Марсі зрештою примирилася. Камнеломка означає «каменелом» і це назва альпійської рослини, що росте між камінням.

### Енн Клейборн
Американська геологиня, Клейборн є однією із перших ареологів і підтримує непохитне бажання побачити Марс збереженим у тому стані, в якому він був, коли прибули люди. Клейборн на початку обговорює Саксіфрадж Рассел щодо належної ролі людства на Марсі, і хоча спочатку ця позиція була аполітичною, вона позначає її як оригінальну «Червону», тоді як практичне тераформування Рассела відображає антитезу цих поглядів. Показано, що протягом більшої частини серії Клейборн надає перевагу самотності, і навіть її стосунки з товаришем поселенцем з першої сотні Саймоном (від якого вона має дитину) у більшості випадків є предметом інтроспективної тиші. Смерть Саймона та відчуження, яке вона відчуває від їхнього сина Пітера, коли останній стає лідером поміркованих «зелених», спонукають її до подальшої ізоляції. Показано, що стосунки Клейборн з Расселом складні, обидва з них дотримуються протилежних поглядів, але ситуація повільно змінюється, оскільки Рассел починає цінувати те, що було звільнено і що справді було втрачено, оскільки наука поступається місцем комерційній експлуатації, яку він не може контролювати. Під час подій «Блакитного Марса» Рассел втручається, щоб врятувати життя Клейборн. Пізніше з'ясовується, що вони колись мали спільну пристрасть, яка зів'яла через випадкове неправильне тлумачення між ними. Енн зазнає кардинальних змін щодо Блакитного Марса через появу всередині неї чогось, що вона описує як анти-Енн, і чогось іншого, що вона не може описати.

### Хіроко Ай (яп.愛紘子)
Японська фахівчиня з біології, сільського господарства та екологічних систем, саме Ай контрабандою переправила Дезмонда «Койота» Гокінса на «Арес» (вони були друзями та коханцями під час навчання в Лондоні). Вона є харизматичною лідеркою команди ферми, однієї з важливих робочих груп і клік серед першої сотні. Таким чином вона стає центром багатьох центральних тем трилогії. Найважливіше те, що вона вчить важливості підтримувати шанобливе ставлення до своєї планети. На Марсі це називається ареофанією. У секретній колонії Зигота, яку заснувала Хіроко, перше покоління дітей першої сотні, ектогени, є результатом штучного запліднення поза будь-яким людським тілом. Хіроко використовує яйцеклітини жінок першої сотні як жіночий генетичний матеріал і використовує сперму чоловіків першої сотні для запліднення яйцеклітин. Хоча Хіроко рідко буває в центрі оповіді, її вплив є всеосяжним. Вона зникає в останній раз на «Зеленому Марсі». Її остаточна доля залишається невирішеною. Ай (愛) — японське слово, що означає кохання.

### Мішель Дюваль
Французький психолог, який бере ключову участь у ранньому психологічному скринінгу першої сотні кандидатів в Антарктиді, який він описує як набір вимог подвійного зв'язку. Дюваля призначено супроводжувати місію на Марсі, і його розглядають як спостерігача, а не як члена команди під час ранніх подій «Червоного Марса». Його відчужена особистість посилює цей остракізм, а також руйнує його стосунки з іншими, але з часом стає зрозуміло, що Дюваль бореться зі своїми психологічними проблемами, можливо, більше, ніж будь-хто інший з експедиції. Під час першого зникнення команди ферми Хіроко запрошує його втекти з командою ферми та заснувати Зиготу, першу приховану колонію. Дюваль відчайдушно хоче повернутися до Провансу таким, яким він його пам'ятає, і після візиту в складі марсіанської дипломатичної місії на Землю він ще більше сумує за домом. Дюваль закохується в Майю Тойтовну та проводить її через особливо складні психологічні епізоди протягом більшої частини серіалу, пізно помираючи на «Блакитному Марсі» від серцевої аритмії, коли Майя демонструє ознаки дуже важкої тимчасової втрати пам'яті.

### Володимир «Влад» Танєєв
Російському вченому-біологу Владу майже шістдесят, коли він прибуває на Марс. Він є найстаршим із першої сотні. Танєєв очолює медичне лікування та більшість дослідницьких проектів на Марсі, прославившись як творець геронтологічного лікування, яке використовується для регенерації людських клітинних систем і відкриває нову еру довголіття. Він живе в Ахероні на Великому схилі на півночі Марса, перш ніж втекти до прихованої колонії після Першої революції, але пізніше повертається до своїх досліджень, ставши жертвою «швидкого занепаду» наприкінці подій на «Блакитному Марсі». Більшу частину свого життя, зосередженого на Марсі, Танєєв живе в ménage à trois з Урсулою та Мариною, точна природа якого так і не з'ясована.

### Філліс Бойл
Християнська американська геологиня із суворим характером, який не завойовує своїх друзів серед першої сотні та викликає особливу ворожнечу з боку Енн Клейборн. У міру того, як ситуація на Марсі розвивається, Бойл виступає проти більшості першої сотні на користь все більш авторитарного Управління ООН у справах Марса (UNOMA) та його наступника, корпоративного /квазіфашистського Тимчасового органу ООН (UNTA). Її вплив був найсильнішим під час пізніших подій на Ч"ервоному Марсі", де до революції 2061 року вона була призначена відповідальною за астероїд Кларк, який служить противагою Першого космічного ліфта. Події революції відправляють Кларка (і Бойл) у зовнішню частину Сонячної системи в кінці «Червоного Марса». «Зелений Марс» повертає її в систему, але її вплив значно зменшується на тлі значно розширеної присутності UNTA. Бойл вступає в короткі сексуальні стосунки з Саксіфражем Расселом (який зневажає її), в той час як останній живе під вигаданим іменем і єдиним чином здатний розпізнати, ким він є насправді, видавши його UNTA. Пізніше вона буває присутня на сесії в Касей Валліс, де Рассела катують і вбиває Майя Тойтовна. Пізніше, коли його пам'ять відновлюється, Рассел розповідає, що Бойл була проти його тортур і вимагав, щоб її звільнили в той час, коли команда Майї звільнила його.

### Дезмонд «Койот» Гокінс
Безбілетний мешканець Тринідаду, він є другом і прихильником Хіроко, а також затятим комуністом-анархістом. Присутній на «Червоному Марсі» лише як безбілетний пасажир, який зрештою легко зливається з марсіанським фоном, він навіть не ідентифікується як щось більше, ніж Койот до початку «Зеленого Марса». Він стає провідною фігурою в підпіллі та неофіційним координатором економіки подарунків, що розвивається.

### Їхні нащадки
Оскільки трилогія охоплює понад 200 років історії людства, пізніші іммігранти, а також діти й онуки першої сотні з часом стають важливими персонажами.
Марсіани використовують ту саму термінологію для різних поколінь, що й японські американці. Людей, які іммігрували з Землі, називають іссеї, перше покоління, народжене на Марсі, — нісеї, а марсіани другого покоління — сансеї. Марсіани третього покоління називаються йонсеї.

#### Касей
Касей — син Хіроко та Джона Буна та батько Джекі Буна. Касей є лідером радикальної червоної фракції Какадзе. Його ім'я по-японськи означає планету Марс. Він гине під час другої революції, після невдалої атаки на другий космічний ліфт.

#### Ніргал
Син Хіроко та Койота, він виховується спільно Хіроко та її послідовниками в Зиготі. Він добродушний мандрівник, який згодом стає політичним лідером, який виступає за зв'язки з Землею. Він є одним із засновників руху Free Mars і відомий своєю технікою бігу, яка дозволяє йому бігати цілий день цілими днями. Як помічники Надії, він і Арт відіграють важливу роль у написанні марсіанської конституційної декларації. Пізніше він відправляється з дипломатичною місією на Землю, але ледь не помирає від інфекції. Його ім'я давньовавилонське для Марса (планети і бога війни).

#### Джекі Бун
Онука Хіроко та Джона Бунів (виросла разом з Ніргалом), вона стає лідеркою руху за вільний Марс, але, як видно, вона змінює свою платформу на основі того, що тримає її при владі (наприклад, зміна заборони імміграції на Землю на дозвіл майже необмеженої кількості іммігрантів). Після смерті доньки Зо вона пішла на пенсію в горі та приєдналася до односторонньої експедиції на позасонячну планету поблизу Альдебарану.

#### Пітер Клейборн
Пітер Клейборн — син Енн Клейборн і Саймона Фрейзера, один із перших дітей, народжених на Марсі. Пітер займає позицію старшого брата для всіх наступних перших поколінь. На багато революційних і пізніших політичних рішень руху «Спочатку Марса» вплинули його думки та судження. За сумісництвом працює інженером і зеленим політиком.

#### Зоя «Зо» Бун
Дочка Джекі; вона має котячі риси (муркотіння), вставлені в її геном за допомогою геронтологічного лікування довголіття. У «Блакитному Марсі» вона мандрує Сонячною системою, виконуючи політичні доручення для Джекі, хоча вони не дуже добре ладнають. Її героїня зображена гедоністичною та відверто нігілістичною, яка робить сексуальне задоволення пріоритетом і, здається, мало зважає на почуття інших. З іншого боку, вона, мабуть, має совість, ризикуючи своїм життям, щоб врятувати людину на Меркурії, а потім гине, намагаючись врятувати бідного льотчика.

#### Ніккі
Дочка Надії та Арта.

### Інші персонажі

#### Артур «Арт» Рендольф
Представник корпорації Praxis був направлений на зв'язок із марсіанським підпільним рухом із квазідипломатичною місією в спробі створити систему екологічного капіталізму, засновану на демократичних корпораціях. Як і інші метанаціональні корпорації, вона підтримує інтенсивні економічні та політичні зв'язки з урядами, але Praxis націлена на партнерство, а не на експлуатаційні відносини.

#### Зейк Тукан (араб.زيك طوقان) і його дружина Назік (араб.نازك)
Бедуїни-кочівники, які спочатку емігрували з Єгипту та шановані діячі арабської марсіанської спільноти. Зейк — близький друг Чалмерса. Його ейдетична пам'ять стає другорядною сюжетною точкою.

#### Вільям Форт
Засновник Praxis, однієї з величезних транснаціональних корпорацій. Він поєднує в собі східний і західний стилі життя.

## Цікаві факти
- В інтерв'ю в UCSD Робінсон сказав, що він дивився на супутникову фотографію Марса і подумав, що це буде чудове місце для подорожей. Він сказав, що трилогія про Марс виросла з цього бажання[5].
- У США розповсюджувались чутки, що «Червоний Марс», «Зелений Марс», «Блакитний Марс» були написані за замовленням NASA, щоб вплинути на громадську думку щодо пілотованих польотів на Марс[6]
- Завдяки детальному опису як наукових, так і соціокультурних процесів «Червоний Марс» жартома називають головним посібником для колоністів[6].
- У 1998 році роман «Зелений Марс» Робінсона був відправлений NASA на Марс у спеціальній капсулі часу, що включала різноманітні взірці мистецтва та науки: музичні твори, картини, понад 80 книг та статей, зокрема твори Рея Бредбері, Герберта Веллса, братів Стругацьких, Кліффорда Саймака, Айзека Азімова тощо[6].

## Нагороди
| Твір             | Нагорода                                                            | Рік  |
| ---------------- | ------------------------------------------------------------------- | ---- |
| «Червоний Марс»  | Премія Британської асоціації наукової фантастики за найкращий роман | 1992 |
| «Червоний Марс»  | Премія «Неб'юла» за найкращий роман                                 | 1993 |
| «Червоний Марс»  | Премія Ігнотус — іноземний роман                                    | 1997 |
| «Червоний Марс»  | Іноземний роман Seiun Awards                                        | 1999 |
| «Зелений Марс»   | Премія Г'юго за найкращий роман                                     | 1994 |
| «Зелений Марс»   | Премія «Локус» за найкращий науково-фантастичний роман              | 1994 |
| «Зелений Марс»   | Премія Ігнотус — іноземний роман                                    | 1998 |
| «Блакитний Марс» | Премія Г'юго за найкращий роман                                     | 1997 |
| «Блакитний Марс» | Премія «Локус» за найкращий науково-фантастичний роман              | 1997 |
| «Блакитний Марс» | Prix Ozone SF роман, заруб                                          | 1998 |
| «Марсіани»       | Премія «Локус» — Найкраща колекція                                  | 2000 |

## Поширення у культуру

### Екранізації
Понад два десятиліття серіал не міг пройти в кіно та на телебаченні. Права на екранізацію трилогії «Марс» належали Джеймсу Кемерону наприкінці 1990-х років, який задумав п'ятигодинний міні-серіал, режисером якого була Марта Кулідж, але згодом він відмовився від цього варіанту. Пізніше Гейл Енн Герд запланувала подібний міні-серіал для Sci-Fi Channel, який також не був утілений у життя. Потім, у жовтні 2008 року, було повідомлено, що AMC і Джонатан Генслей об'єдналися і планували розробити телевізійний міні-серіал на основі «Червоного Марса».
У вересні 2014 року SpikeTV оголосив, що співпрацює з продюсером Вінсом Джерардісом над адаптацією телевізійного серіалу «Червоний Марс», а в грудні 2015 року офіційно засвітив перший сезон із десяти серій телесеріалу, заснованого на романах, за участю Джозефа Майкла Страчинського, який виступив як шоуранер та сценарист. Однак у березні 2016 року Deadline повідомив, що Страчинський залишив свою посаду шоуранера, а його замінив Пітер Ноа. Проте, через творчі розбіжності зі Спайком він теж пішов з проєкту. Потім Спайк сам призупинив роботу.

### На космічному кораблі Фенікс
Вміст «Зеленого Марса» та обкладинка «Червоного Марса» включено до DVD «Фенікс», який перевозиться на борту «Фенікса», посадкового модуля НАСА, який успішно приземлився на Марс у травні 2008 року. Перша міжпланетна бібліотека має стати своєрідною капсулою часу для майбутніх дослідників і колоністів Марса.

## Переклади іншими мовами
Трилогія була перекладена іспанською, французькою, німецькою, російською, китайською, польською, івритом, японською, італійською, румунською, болгарською та сербською мовами тощо.